# Max Hahn
Pour les articles homonymes, voir Hahn.
 (août 2021).
 (août 2021).
Max Hahn, né le 30 avril 1981 à Luxembourg-Ville (Luxembourg), est un homme politique luxembourgeois, vice-président du Parti démocratique (DP).

## Détail des mandats et fonctions

### Membre de la Chambre des Députés
- Député du 05/12/2013 au 27/06/2023

### Fonctions
- Membre du Parti démocratique depuis 2005
- 1er Vice-Président du Parti démocratique depuis le 28/11/2015
- Membre du groupe politique démocratique depuis le 05/12/2013
- Vice-Président de la Commission de l'Environnement depuis le 05/12/2013
- Membre de la Commission des Pétitions depuis le 05/12/2013
- Membre de la Commission des Affaires intérieures depuis le 05/12/2013
- Membre de la Commission du Développement durable depuis le 05/12/2013
- Membre de la Commission de la Force publique depuis le 05/12/2013
- Membre de la Commission de l'Economie (pour le volet Energie) depuis le 01/04/2014
- Membre de la Commission de la Famille et de l'Intégration depuis le 19/01/2016
- Président de la Commission du Logement depuis le 09/03/2016

### Fonctions antérieures
- Membre de la Sous-commission "Préparation du débat d'orientation avec rapport sur l'orientation politique ainsi que le cadre d'action en matière de climat et d'énergie" de la Commission de l'Economie et la Commission de l'Environnement du 19/06/2014 au 19/10/2017
- Membre effectif de la Délégation luxembourgeoise auprès du Conseil Parlementaire Interrégional (CPI) du 05/12/2013 au 31/03/2014
- Membre suppléant de la Délégation luxembourgeoise auprès du Conseil Interparlementaire Consultatif de Benelux du 05/12/2013 au 11/03/2014
- Membre de la Commission de la Fonction publique et de la Réforme administrative du 05/12/2013 au 18/01/2016
- Membre de la Commission du Logement du 05/12/2013 au 08/03/2016

### Mandats communaux et professions
- Echevin, Commune de Dippach depuis 2011
- Conseiller, Commune de Dippach de 2005 à 2010
- Membre du PIMODI
- Membre du SIDOR
- Membre du SIGI
- Officier de formation e.r., Service Incendie de la Ville de Luxembourg
- Ingénieur industriel